# Historia Żydów w Brzegu
Historia Żydów w Brzegu – osiedlenie się społeczności żydowskiej w Brzegu nastąpiło na przełomie XIII i XIV wieku. 
W XIV w. brzescy Żydzi byli prześladowani ze względu na swoje lichwiarskie praktyki. W 1363 roku doszło do pogromu ludności żydowskiej w mieście. Powodem było oskarżenie ich o zatruwanie wody w studniach a tym samym spowodowanie epidemii „czarnej śmierci” i klęski głodu.
W 1392 roku wszystkie długi księcia zostały spłacone przez Jakuba, syna Mojżesza, brzeskiego Żyda. W 1398 roku tutejsi Żydzi wykupili od księcia list ochrony, który gwarantował im pokojowe zamieszkanie w mieście z prawem do wykonywania swoich profesji. Trudniący się lichwą Żyd Muscho otrzymał od księcia Henryka VIII przywilej osiedlania się w Brzegu wraz z żoną, dziećmi i służbą. Pomimo tego, w 1401 roku zostali wygnani z miasta.
W 1453 roku na Śląsku rozwinął swoją działalność Jan Kapistran, w wyniku czego z Brzegu wypędzono wszystkich Żydów. 
W 1507 roku spłonęła najstarsza synagoga. W XVI wieku Brzeg, obok Wrocławia, był głównym targiem gdzie Żydzi sprzedawali woły zakupione na Wołoszczyźnie. W latach 1582–1584 cesarz Rudolf II potwierdził edykt cesarski nakazujący Żydom opuszczenie ziem dziedzicznych Habsburgów, na mocy którego w 1582 roku ponownie wypędzono Żydów z Brzegu.

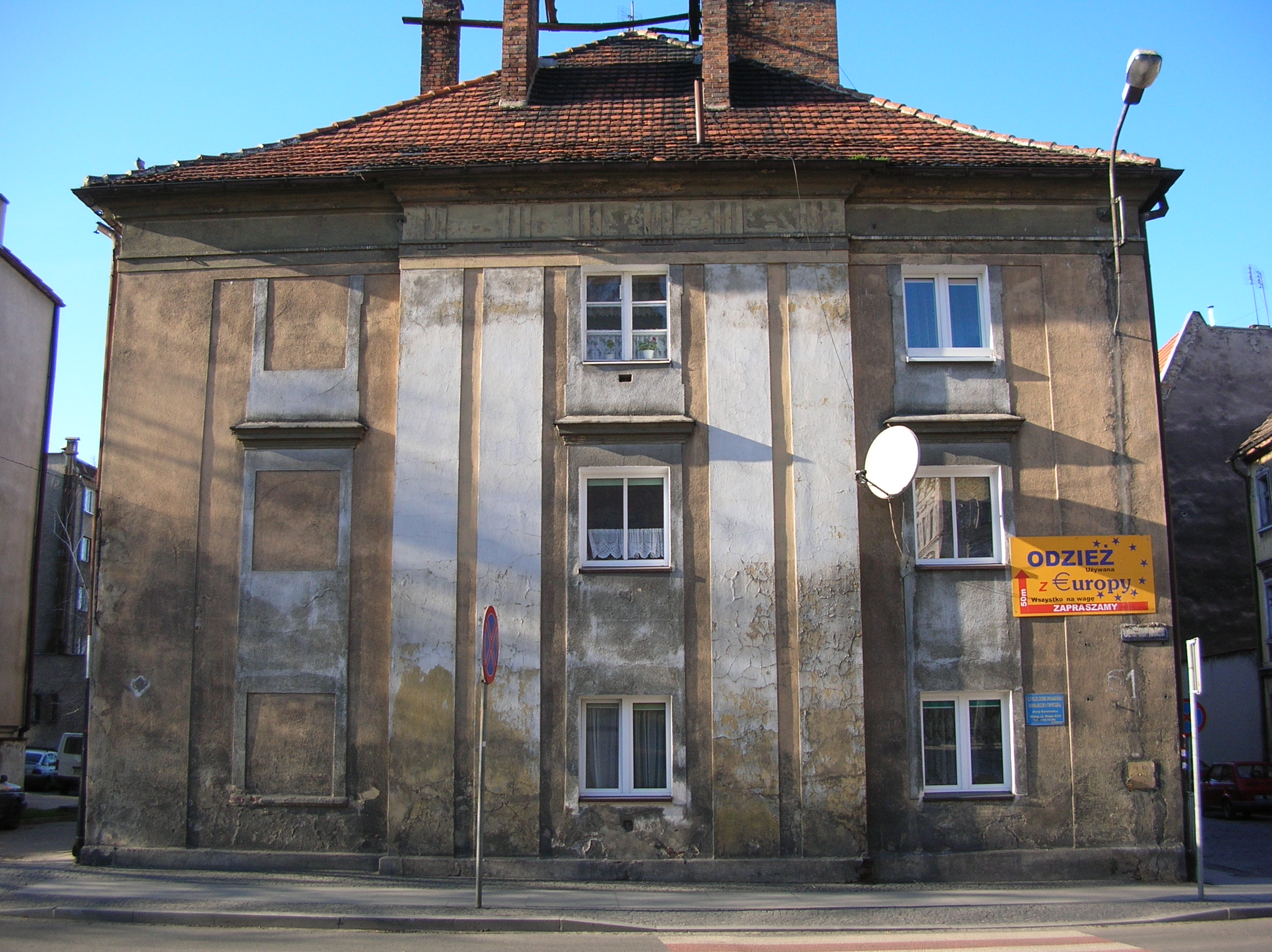
Budynek synagogi

W połowie XVII wieku w Brzegu zaczęła osiedlać się grupa Żydów z Białej, którzy w 1660 roku założyli samodzielną gminę żydowską. Najprawdopodobniej istniała w tym samym czasie synagoga. W 1782 roku w mieście mieszkało 140 Żydów (3% ogółu mieszkańców).
W 1799 roku wybudowano nową, klasycystyczną synagogę, usytuowaną na rogu obecnych ulic 3 Maja i Długiej oraz w 1798 zakupiono teren pod cmentarz. W 1785 roku miasto zamieszkiwało 156 Żydów. W 1816 roku gmina zatrudniła pierwszego rabina. We wrześniu 1824 roku założono dwuklasową elementarną szkołę żydowską. W XIX w. działała żydowska drukarnia, która wydawała kalendarze i roczniki.
W 1902 roku w Brzegu mieszkało 310 Żydów, z których 55 było właścicielami domów. W 1913 roku w mieście mieszkało ich 282. W 1915 roku szkoła żydowska przeniosła się do nowego budynku. Istniała do schyłku lat trzydziestych XX wieku.

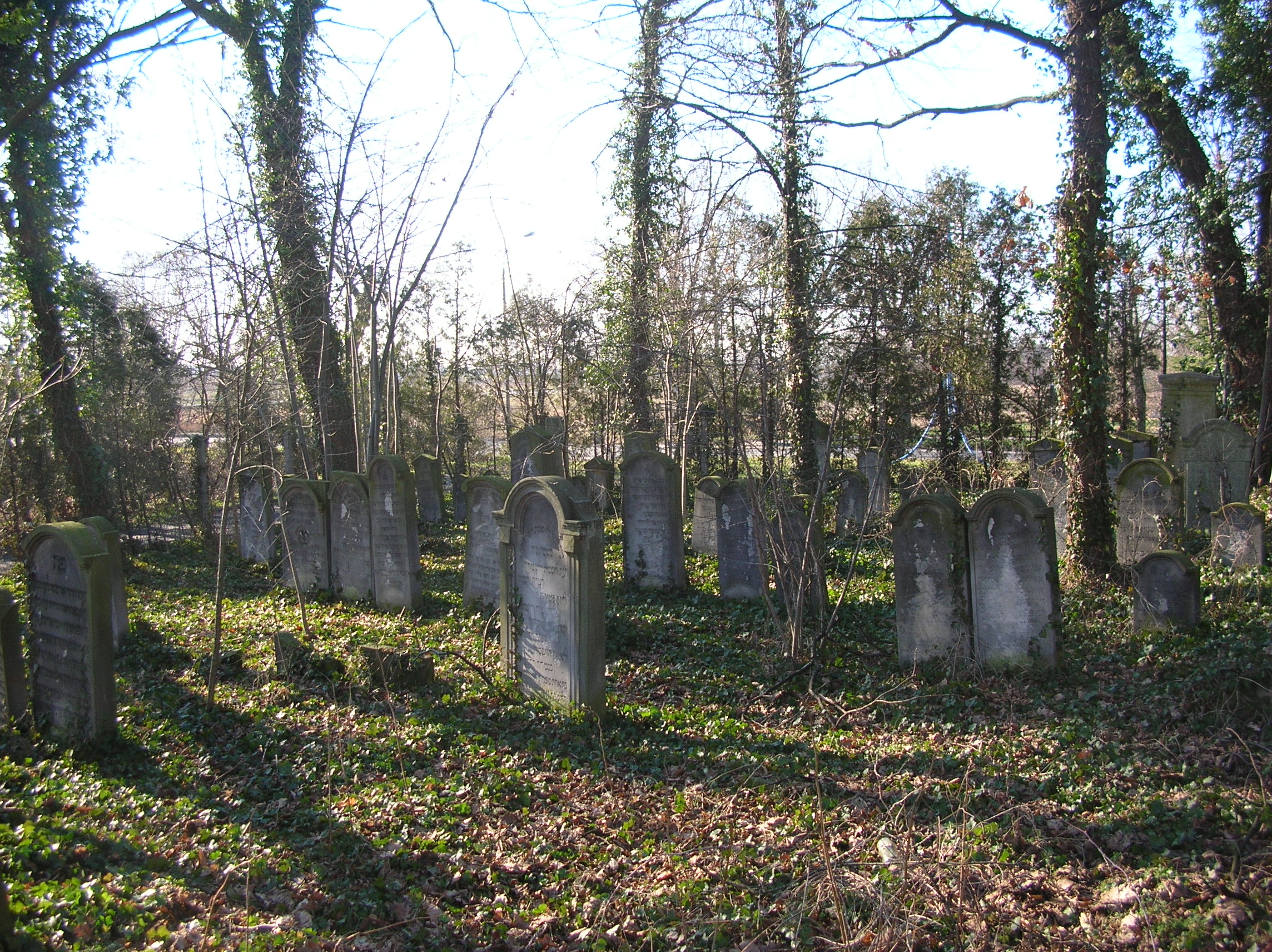
Cmentarz żydowski

W czasie nocy kryształowej zdewastowano synagogę oraz publicznie spalono zwoje Tory. Mimo tych wydarzeń w 1939 roku w Brzegu mieszkało 133 osób narodowości żydowskiej, które zostały wymordowane podczas II wojny światowej. Realizując założenia Generalplan Ost, ok. 1940 roku Niemcy wywieźli wszystkich Żydów z Brzegu do gett w Generalnym Gubernatorstwie lub w Zagłębiu Dąbrowskim. 
Obecnie po społeczności żydowskiej w Brzegu pozostały jedynie: synagoga, która pełni obecnie rolę mieszkalną, oraz cmentarz żydowski z około 150 zachowanymi macewami położony przy ul. ks. Makarskiego.